# Conigli in Australia

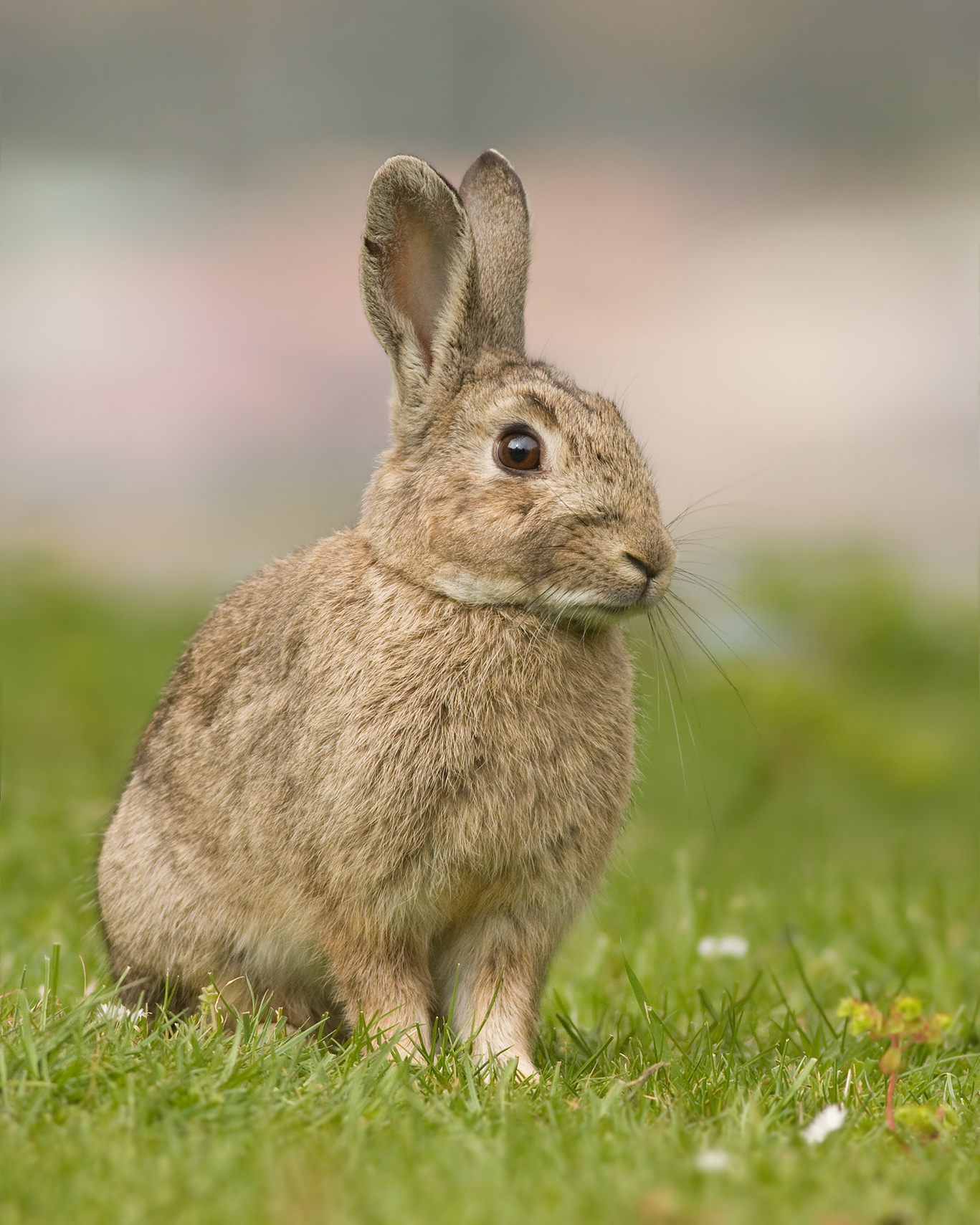
Un coniglio europeo in Tasmania.

La popolazione di conigli selvatici in Australia  ha avuto origine dagli esemplari introdotti sull'Isola nel 1788. Risultata una specie invasiva nell'ecosistema australiano, il coniglio selvatico europeo (Oryctolagus cuniculus) causa milioni di dollari di danno alle coltivazioni ogni anno.

## Storia
I conigli furono introdotti in Australia per la prima volta nel XVIII secolo, ma la loro diffusione risultò fuori controllo a seguito del rilascio, avvenuto nel 1859, di alcuni esemplari di coniglio selvatico ad opera dell'allevatore Thomas Austin. In questo continente i conigli trovarono condizioni favorevoli: cibo in abbondanza, nessun predatore e nessun parassita. Di conseguenza, iniziarono a moltiplicarsi molto rapidamente, causando enormi danni alla flora del paese. Fino alla seconda metà del XX secolo, le contromisure adottate del governo australiano risultarono inefficaci. Solo nel 1950, con la diffusione di una zanzara vettore di una grave malattia, la mixomatosi, la popolazione di conigli fu ridotta di oltre l'80%, causando la morte di circa 500 milioni di individui. Fra gli individui sopravvissuti, però, si sviluppò una resistenza alla malattia e questi ricominciarono a riprodursi.
Negli anni '80 la diffusione dei conigli resistenti alla mixomatosi fece risorgere il problema della sovrappopolazione. Per questo motivo fu introdotto un altro virus, l'RHD (Rabbit Haemorrhagic Disease), che fece registrare la morte del 90% dei conigli, ma che causò la nascita, anche in questo caso, di ceppi di resistenza alla malattia. L'ultima "arma" contro questa piaga è una nuova forma di Calicivirus, la RHDV (gen. Lagovirus), introdotto nel 2000, che ha causato la morte di un numero tale di conigli da evitare danni per oltre 1 miliardo di dollari in dieci anni.

## Effetti sull'ecologia australiana

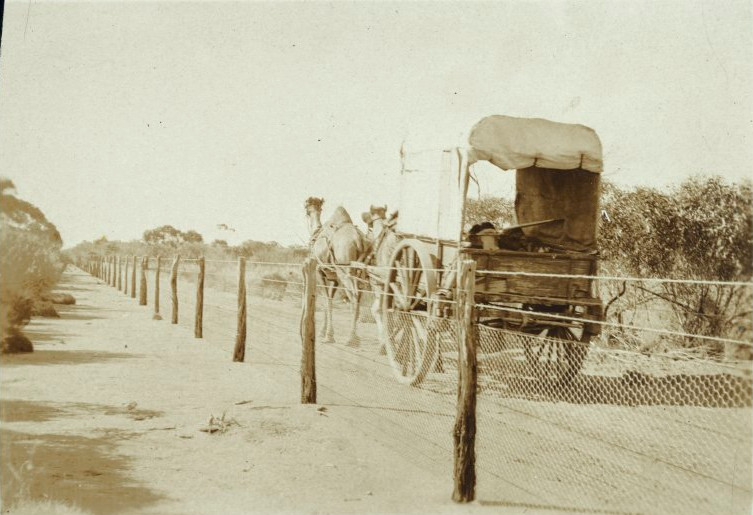
La prima rete per il contenimento dei conigli in Australia Occidentale (1926).

L'effetto dei conigli sull'ecologia australiana è stato devastante. Si pensa che i conigli siano la maggiore causa di perdita di specie vegetali nel continente; infatti questi animali spesso uccidono i giovani alberi nei frutteti e nelle foreste, decorticandone la base. I conigli sono inoltre responsabili di un serio fenomeno d'erosione del suolo, proprio a causa della loro abitudine di cibarsi delle piante appena nate.